# تریبونیا
تریبونیا (به ایتالیایی: Tribogna) یک کومونه در ایتالیا است که در استان جنوا واقع شده‌است.

## خصوصیات
تریبونیا ۷٫۱ کیلومترمربع مساحت و ۵۶۱ نفر جمعیت دارد و ۳۳۰ متر بالاتر از سطح دریا واقع شده‌است.